# 茶人叢書
茶人叢書（ちゃじんそうしょ）とは、宮帯出版社より刊行されている日本史上の茶人評伝叢書。2012年に刊行を開始。熊倉功夫、筒井紘一が監修を務める。中世から近代に至るまでの重要茶人を採り上げる予定となっている。

## シリーズ
1. 谷晃『金森宗和 異風の武家茶人』2012年2月。ISBN 978-4-86366-862-1。
2. 木津宗詮『千一翁宗守 宗旦の子に生まれて』2013年10月。ISBN 978-4-86366-920-8。
3. 矢部良明『山田宗徧 「侘び数寄」の利休流』2014年6月。ISBN 978-4-86366-933-8。
4. 齋藤康彦『根津青山 「鉄道王」嘉一郎の茶の湯』2014年12月。ISBN 978-4-86366-981-9。
5. 齋藤康彦『小林逸翁 一三翁の独創の茶』2018年4月。ISBN 978-4-8016-0092-8。
6. 木塚久仁子『松平不昧―名物に懸けた大名茶人』2018年5月。ISBN 978-4-8016-0144-4。
7. 田中仙堂『千利休 「天下一」の茶人』、2019年7月。ISBN 978-4-8016-0118-5。